# Johnny Shines oder Die Wiedererweckung der Toten
Johnny Shines oder Die Wiedererweckung der Toten ist das zweite Prosawerk von Patrick Roth aus dem Jahr 1993. Der Roman bildet zusammen mit Riverside. Christusnovelle (1991) und Corpus Christi (1996) den zweiten Teil der Christus Trilogie.

## Überblick
Das Buch, das als „Seelenrede“ angelegt ist, entfaltet die Geschichte des 37-jährigen Johnny Shines, der zu Beginn der 1990er Jahre als moderner Wiedererwecker über die Dörfer der kalifornischen Mojave-Wüste zieht. Er erscheint auf Beerdigungen, drängt sich ans Grab, bricht den Sarg auf und befiehlt dem Toten unter Berufung auf Jesus (Mt 10,8), aufzustehen. Hintergrund und Ursprung der Obsession werden zum Gegenstand des nächtlichen Zwiegesprächs mit einer unbekannten Frau. Sie spricht als weibliche Stimme zum schlafenden Helden, mit dem erklärten Ziel, das Geheimnis des Johnny Shines ans Licht zu bringen.

## Inhalt

### Kapitel 1–2

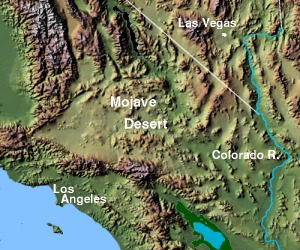
Schauplatz des Romans ist die im Südosten von Kalifornien gelegene Mojave-Wüste.

Schauplatz ist das fiktive, in einem ausgetrockneten Flussbett der Mojave-Wüste im Westen der USA angesiedelte Blade. Am späten Abend des 21. Dezember 1992 kehrt der obdachlose Johnny Shines in sein Heimatdorf zurück, das er nach dem tragischen Tod der Schwester verlassen hatte. Auf der von Scheinwerfern einer Filmcrew hell erleuchteten Main Street umfasst der erschöpft wirkende Johnny im Ruf „auferstanden!“ die Füße einer fremden jungen Frau und bricht bewusstlos zusammen. Am Morgen des folgenden Tags erklärt er sich zum Mörder an einer Frau namens Hallie Doniphan, die er in der Nacht zuvor auf bestialische Weise umgebracht haben will. Stunden später korrigiert er die Aussage dahingehend, dass er die Frau nicht wirklich getötet, sich vielmehr in einer Art Wachtraum befunden habe. Nach Blade sei er wegen jener Hallie Doniphan gekommen, um in ihrem Auftrag eine andere im Ort verstorbene Frau zum Leben zu erwecken.

### Kapitel 3–5
Während die Polizei in der Wüste nach den Spuren eines Verbrechens sucht, nähert sich eine anonyme weibliche Stimme dem in seiner Zelle schlafenden Verdächtigen, einen Dialog mit ihm zu eröffnen. Sie will die Wahrheit über Johnny finden und den Grund seiner Fixierung auf Totenerweckungen aufdecken. Zum Auftakt des Gesprächs erinnert sie für ihn einen rezenten Traum, in dem eine Stimme schrie, eine Frau solle „wieder lebendig“ gemacht werden. Johnny lässt sich nur widerwillig herbei, von seinen Erfahrungen als Wiedererwecker zu berichten; seine Mission rechtfertigt er mit dem Aussendungsbefehl Jesu an die Jünger, dem Bibelvers „Heilt Kranke, weckt Tote auf, macht Aussätzige rein.“Mt 10,8 .
Die lebenslange Furcht, eines Tages in einen „Hinterhalt“ zu geraten und Opfer einer schicksalhaften Fügung zu werden, illustriert Johnny mit einer „Die Löwengrube“ genannten Jesus-Geschichte, die sein Vater, ein Pfarrer, ihm und der kleinen Schwester Sharon zu erzählen pflegte. In seinem dreizehnten Lebensjahr sei Jesus von drei Königen und einem vierten, der sich noch vor Jesu Geburt in Nazaret niedergelassen hatte, aus dem Elternhaus entführt und in eine verlassene Löwengrube in der Wüste geworfen worden. Den obskuren vierten König mit dem unheimlichen Vorwissen hat sich Johnny über die Jahre als Personifikation eines dunklen, missgünstigen Schicksals phantasiert, welches das eigene Leben durchkreuzt. Auf die direkte Frage seiner Gesprächspartnerin, ob er Tote erwecken könne, antwortet Johnny mit einer umfassenden Schilderung der Ereignisse vom Vortag in Shinbone.

### Kapitel 5–6
Am Morgen des 21. Dezember 1992 hatte Johnny Shinbone betreten; bei der Lektüre der Todesanzeigen im Lokalblatt war er auf den Namen Ethan Jaynes gestoßen, dessen Geschichte ihm in „Pete’s Bar & Coffeeshop“ zu Ohren kam: Der Rancharbeiter war mit 37 Jahren in eben jener Bar ums Leben gekommen und sollte noch am Mittag beigesetzt werden. Den gleichaltrigen Ethan, der von seiner Frau für einen anderen verlassen wurde, zu trinken begann und in einem Streit mit seinem besten Freund ums Leben kam, betrachtet Johnny als einen dunklen Bruder, der dieselbe Angst, von einer höheren Macht überwältigt zu werden, durchlitten hatte. Der Wunsch, den Toten wiederzuerwecken, verstärkt sich, als Johnny die gesprungene Marmorplatte des Bartischs befühlt, auf den Ethans Kopf im Streit mit Lee Ransom nieder kam. Instinktiv erkennt er, dass der fremde Cowboy ein ebenso unglücklicher, im Grunde verfluchter Mensch war wie er selbst. Der Bruch im Marmor, die Stelle des Todes, wird dem ergriffenen Johnny zum Ausgangspunkt einer mächtigen Schöpfungsvision und zur ahnungsvollen Schau seines eigenen zukünftigen Schicksals.
Das sechste Kapitel schildert die mentalen Techniken, die Johnny gegen die große Angst anwendet, die ihn überkommt, wenn er seinem Auftrag nachgeht. Jede Totenerweckung empfindet er als „Schlacht“ (JS 54), die er gegen sich und alle Anwesenden führt, wenn er den Friedhof betritt. Auf dem Weg zum Ort des Geschehens lässt er sich von der Vorstellung tragen, Gott habe alles für ihn bereitet: Er selbst versteht sich als Teil eines göttlichen Plans, als Instrument des Höchsten, der durch ihn hindurch agiert. Auch begreift Johnny seine Erweckungstätigkeit als Versuch der Einlösung eines unausgesprochenen kindlichen Wunsches, den jeder Trauernde im Innersten hegt – dass der Tote wider alle Vernunft lebendig sein möge.

### Kapitel 7–8
Johnny legt seiner Zuhörerin die Methode dar, die es ihm ermöglicht, die Zweifel, die ihn vor dem Gang zum Grab befallen, zu überwinden. Mittels der imaginativen Technik des „Landnamens“ verwandelt er sich die Trauernden in Städte und Landschaften Galiläas, Samariens und Judäas, die Jesus bei seinem Gang nach Jerusalem passierte. Die zu spät gekommene, faltenzerfurchte Grauhaarige in der hinteren Reihe der Trauergemeinde verkörpert zum Beispiel Kafarnaum, „altgedrungene Stadt am Meer“; die Frau, die ihm den Durchgang versperrt, ist Tiberias, gefolgt vom Berg Tabor und Samarien, der „schönen, navyblau-mantligen“ Tirza und weiteren Stationen auf dem Weg in die heilige Stadt: Von den „dunklen Kronen“ Atarots geht es hinunter zum Jordan und wieder hinauf nach Bethanien, wo schon des Priesters „Wort raschelt“, schließlich hinein in die Jerusalem zu den Arkaden Bethesdas am Nordrand des Tempelbezirks (JS 60-63).
In Johnnys heiliger Topographie fällt das Grab des zu Erweckenden mit dem Grab des Erweckers zusammen. Am Ziel angekommen, wird der Sarg mit dem in der Jackentasche mitgeführten Stemmeisen aufgebrochen, sodass Licht auf den Toten fällt. Ihn aufrichtend spricht Johnny: „Ethan wach auf!“, doch bevor das Wort Gottes in sein Ohr dringen kann, zerrt man schon an ihm, zieht ihn weg vom Grab, schlägt ihn nieder. Am Ende seiner Unternehmung findet Johnny sich regelmäßig in einer Gefängniszelle wieder. Da in Shinbone niemand Anzeige erhebt, wird er unter der Auflage, den Ort nie wieder zu betreten, im Polizeiwagen vor die Stadt gebracht und in der Wüste ausgesetzt.

### Kapitel 9–11

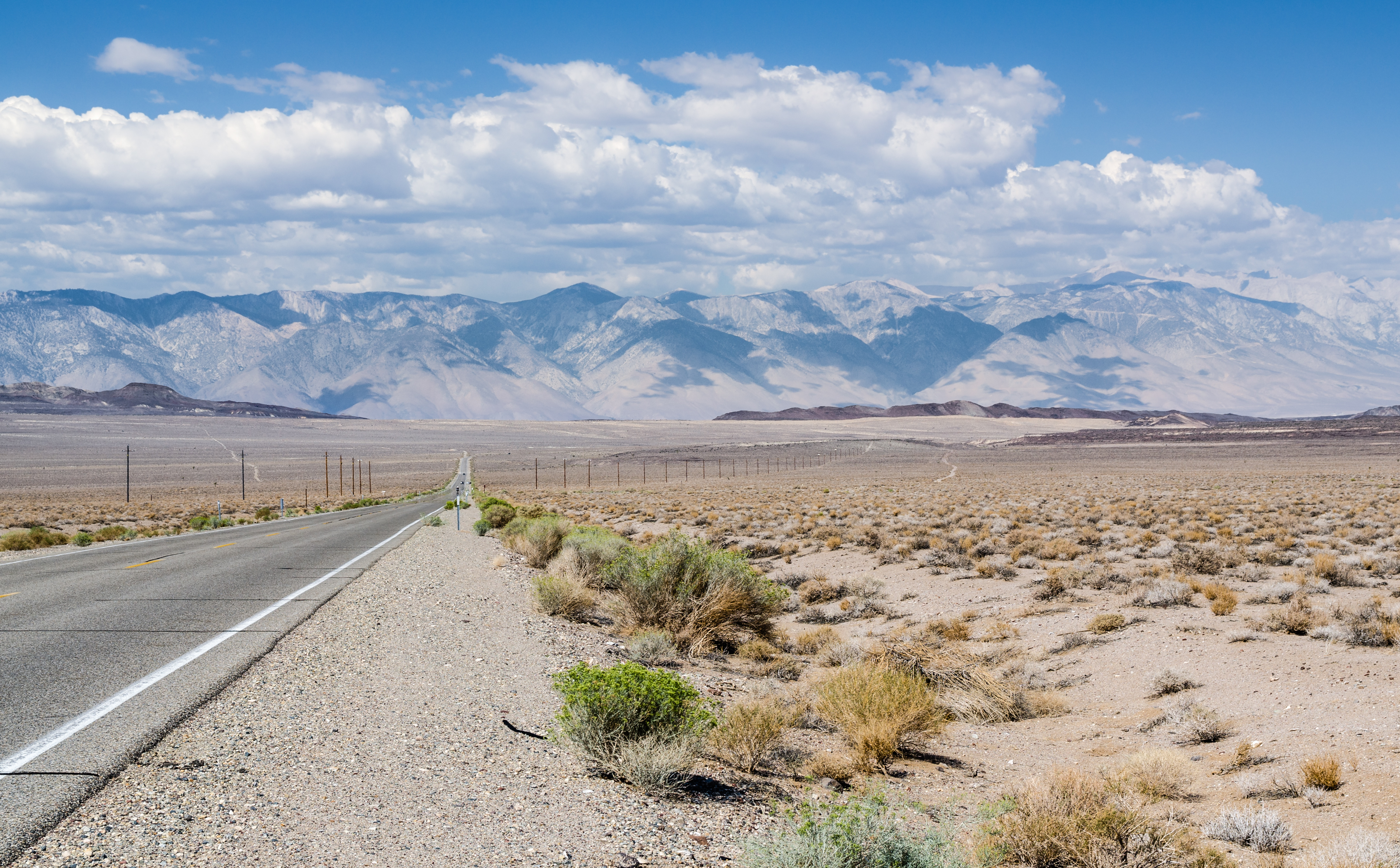
Die Autofahrt durch das Death Valley ist ein Handlungsstrang des Romans.

Ein Wagen nähert sich der Szenerie eines Baumes im Halbschatten, unter dem der verwundete Johnny lagert. Aus dem Auto steigt dieselbe Frau, die er früh am Morgen von den Hügeln herab auf dem Highway beobachtet hatte. Jene Frau war Zeugin der Ereignisse in Shinbone und ist Johnny heimlich nachgefolgt. Es handelt sich um dieselbe Hallie Doniphan, die Johnny zu Beginn des Romans umgebracht haben will. Hallie, die den Ausgesetzten zu sich in den Wagen nimmt, begründet ihr Interesse an seiner Person mit dessen Macht, Tote zu erwecken und fordert ihn explizit auf, eine „Freundin, die vor längerer Zeit verstarb“ (JS 75) lebendig zu machen. Während die beiden in Richtung Panamint Valley, einem Nachbartal des Death Valley durch die Nacht fahren, entwickelt sich ein Gespräch über den Sinn von Totenerweckungen, bei dem Hallie die Auffassung vertritt, dass Johnny ein falsches, nämlich konkretes Verständnis dieses Vorgangs hat. Sie plädiert für eine symbolische Sichtweise, u. a. indem sie ihm darlegt, dass die zu erweckende „Freundin“ seit mehr als zwanzig Jahren tot ist und somit kein Körper mehr vorhanden ist, der berührt werden könnte, wie es der Fall ist, wenn der Prophet Elischa sich auf den Leib des Toten legt, ihm seinen Atem einzuhauchen. Die transzendente Wirklichkeit, die Hallie vertritt, hat ihr Bild in dem „dunklen, schweigsam-unantastbaren Land“ (JS 93), das seit alters her das Land der Seele genannt wird. Die Relevanz und Macht dieser seelischen Wirklichkeit kann, so Hallie, vom Wiedererwecker ebenso wie vom Künstler zur Erscheinung gebracht werden, wenn er die ihm eigene Kraft der Imagination einsetzt und eine fiktive Wirklichkeit erschafft, die ebenso wirklich ist wie die konkrete Wirklichkeit: „In den Herzen der Zuschauer aber aufersteht die Tote immer, auch wenn sie spielt.“ (JS 96)
Dem Wunsch Hallies nachkommen heißt, sich erinnern zu lernen und Zugang zu den tieferen Schichten des Lebens zu finden. Hallie sucht die Blockade zu lösen, indem sie die Todesumstände der „Freundin“, eines zwölfjährigen Mädchens, berichtet, einer Pfarrerstochter, die offiziellen Berichten zufolge bei einem Raubüberfall im Elternhaus erschossen wurde. Schließlich erzählt sie Johnny die Geschichte von der „Löwengrube“, die der Vater dem Mädchen „durch die Kindheit hindurch“ erzählte. Aus dieser Erzählung, so Hallie geheimnisvoll, erkläre sich auch ihr persönlicher Glaube an Johnnys Können und Macht (JS 101).

### Kapitel 12
Die eingelegte Geschichte von der „Löwengrube“ ist eine fiktive, an die Traditionen apokrypher Kindheitsevangelien und alchemistischer Parabeln anschließende Christuslegende. Eingewebt sind Motive bekannter biblischer Erzählungen, u. a. aus Daniel in der Löwengrube Dan 6,2-29  und Die drei Weisen aus dem Morgenland Mt 2,1-12 . In der Nacht zum 6. Januar, in seinem dreizehnten Lebensjahr, entführen vier Könige den jungen Jesus aus seinem Elternhaus in Nazaret und werfen ihn in eine verlassene Löwengrube. Der vierte König, der kein Geschenk bringt, gibt als Grund der Entführung Jesus selbst an: Er, der zukünftige „Messias und Heiland“ (JS 104) stünde in Prüfung und solle werden, was er noch nicht sei. Bei der folgenden Probe auf Leben und Tod wird Jesus kein Löwe zugeführt, sondern ein gleichaltriger Junge: Judas, Sohn des Simon, der von den Königen „in ganz bestimmter Weise vorbereitet“ (JS 105) wurde. Dieser greift Jesus überraschenderweise sofort mit einem Messer an und fügt ihm Wunden zu. Jesus, der sich nicht verständigen kann, gerät in eine große Wut und sticht Judas das Messer ins Herz. Mit diesem gewaltsamen Akt ist die Probe jedoch nicht beendet, denn die eigentliche Prüfung der Könige verlangt von Jesus, den Toten wieder lebendig zu machen.

### Kapitel 13–14
Anders als der Vater, der den Ausgang der Geschichte stets verweigerte, weil das Mysterium des Lebendigmachens sich jeder Erklärung entziehe, hört Johnny von Hallie eine Ergänzung und später auch die Fortsetzung der Ereignisse in der Grube. Im Todeskampf habe Judas den Kopf hin- und hergeworfen, sodass das Ohr des Sterbenden frei lag und das Wachs, welches die Ohren verschloss, frei gab. Als Jesus erkannte, dass Judas sich für seine Worte unempfänglich gemacht hatte oder von den Königen zu einem Unempfänglichen gemacht worden war, habe er diese als „Wahnsinnige“ (JS 113) bezeichnet. Von Jesus sei nun das Menschenunmögliche verlangt worden: den unbefreiten Judas zu befreien.
Das Motiv der wachsversiegelten Ohren bildet eine assoziative Brücke zu Johnnys eigener Kindheit, die im folgenden Kapitel erzählt wird. Hallie, die alles über Johnny und seine Vergangenheit weiß, gibt sich als „Erinnerin“ (JS 117) zu erkennen. Sie habe all ihr Wissen aus dem Erinnern, doch sie brauche einen, der zuhöre und in der Lage sei, das Erinnerte „lebendig zu machen“.

### Kapitel 15
Erstmals nimmt Johnny den Erzählfaden auf und schildert ein dramatisches Begebnis, das ihm im dreizehnten Lebensjahr widerfuhr, als er einmal die Stimme Gottes hören wollte. In der Johannisnacht des 23. Juni habe er die Straße zur Kirche des Vaters überquert und das Gotteshaus durch die Sakristei betreten. Gemäß dem väterlichen Rat habe er sich still machen wollen, um Gott nahe sein zu können. Aus dem Wachs der großen Altarkerze formte er zwei Kugeln und strich sie in seine Ohren. Als er auf dem Altar stehend alle seine Sinne vor dem großen Kruzifix verschlossen und auch alle inneren Bilder, die noch in ihm aufkamen, eines ums andere ausgelöscht hatte, sei die „Hand Gottes“ an ihn gekommen: „Atemnah-heiß, leckend mit der Zunge des Tiers, hat Er gesengt“ (JS 120). In der Furcht, „im Feuer Seiner Worte ausgelöscht“ zu werden, sei er vom Altar gestürzt und habe die Kirche ringsum brennend gefunden. Gott, so Johnny im Rückblick, habe damals für ihn „im Hinterhalt“ gehangen und nur auf diese eine Nacht gewartet, sein kindliches Vertrauen, das sich „in Sein Geheimnis schleichen“ (JS 121) und Einigung mit ihm herbeiführen wollte, zu bestrafen.
Im letzten Augenblick gelang die Flucht aus der brennenden „Kirchgrube“ – mithilfe des Windes, der die Tür zur Sakristei von außen aufgedrückt und Johnny ermöglichte, über das brennende Haupt des Gekreuzigten hinweg durch die Bresche in die Nacht zu springen. Eine einzige Zeugin des Ereignisses habe es gegeben: die jüngere Schwester Sharon, die alles vom Fenster des gemeinsamen Zimmers aus beobachtet hatte.

### Kapitel 16
Erstmals rückt das Verhältnis zur Schwester in den Blick; sie übernimmt nach jener Nacht die Rolle der Beschützerin und ist an Johnnys Seite, wenn er aus Angstträumen erwacht. Auch äußerlich ist Johnny gezeichnet: Eine Verhärtung der Rundung des linken Ohrs zeugt lebenslang von seiner ambivalenten Gottesbegegnung.
Hallie konfrontiert Johnny nun mit der Anschuldigung, die Schwester umgebracht zu haben. Weil er jede Verantwortung dafür von sich weist, rekonstruiert sie ihm noch einmal das Szenario der Nacht, in der die Schwester starb. Alles begann mit einem Traum Johnnys, der den Vater in seinem Arbeitszimmer weinend vor einem ausgeraubten Safe zeigte. Alarmiert von der Vorstellung, die Spendengelder für den Wiederaufbau der Kirche könnten gestohlen worden sein, erwacht Johnny und schleicht ins Arbeitszimmer des Vaters, nachzusehen, ob das Geld, das seine „Schuld am Kirchenbrand wiedergutmachen“ (JS 130) sollte, sicher wäre. In der gespenstischen Atmosphäre der Vollmondnacht öffnet er das Fach eines normalerweise verschlossenen Wandschränkchens, in dem das Kriegstagebuch des Vaters aufbewahrt ist. Heimlich liest er den Eintrag über die Befreiung eines Konzentrationslagers, an der der Vater als Militärpfarrer der US-Army im Zweiten Weltkrieg teilgenommen hatte. Im Lesen der Zeilen wird Johnny zum Zeugen des absolut Bösen in Gestalt des Holocaust, und zum Zeugen der Verzweiflung des Vaters, der über dem Grauen am Massenmord der Juden seinen Glauben verliert. Überwältigt von der spontanen Vision einer Totenerhebung bemerkt Johnny die hinter ihm ins Zimmer getretene Schwester nicht – im Schreck über das Geräusch in seinem Rücken löst sich beim Umdrehen ein Schuss aus der Pistole, die auf dem Tagebuch deponiert war und noch in Johnnys Hand liegt; die Kugel trifft Sharon tödlich durchs Ohr.
Johnnys Geständnis erfolgt schubweise in stichomythischer Wechselrede mit Hallie, die ihn durch die Ereignisse jener Nacht führt. Das lebenslang verdrängte Trauma, die Schwester versehentlich getötet zu haben, wird dem Bewusstsein erinnernd wieder angeschlossen.

### Kapitel 17–18
Johnny schildert, was nach dem Unfall geschah: Die Mutter erfindet die Schutzlegende vom Raubüberfall, bei dem Sharon von Einbrechern erschossen wurde; dem Sohn trichtert sie ein, nicht im Zimmer gewesen zu sein, als der Schuss fiel. Die Vertuschung der Todesumstände ist einerseits eine Schutzmaßnahme, insofern sie Johnny dem Zugriff der Behörden entzieht, andererseits wird er damit in die Psychose gezwungen: Er muss den Vorfall und damit auch die Verantwortung für Tod der Schwester von sich abspalten und aus dem Bewusstsein verdrängen.
Bei der Trauerfeier sieht er die im offenen Sarg aufgebahrte Schwester ein letztes Mal. Um den Schmerz über ihren Tod erträglich zu machen, stellt er sich ihr Antlitz als Landschaft vor – gemäß der Analogie ihres Namens zur biblischen Landschaft. „Sharon“ verweist auf die gleichnamige Ebene in Palästina und den Berg Karmel, auf dem bittet die Frau aus Schunem den Propheten Elischa um die Erweckung ihres Sohnes 2 Kön 4,27-28  gebeten hatte.
Nach dem Begräbnis verlässt Johnny das Elternhaus für immer. Die Schuld, die er sich nicht eingestehen darf, lastet schwer auf ihm: Warum hat Gott ihn zum „Mörder“ an der Schwester (JS 150) werden lassen?
Sharons Grab nimmt er als tiefe dunkle Grube wahr, in die er am Ende der Kindheit stürzt. Im Zustand tiefer Hoffnungslosigkeit kommt ihm die Geschichte von der „Löwengrube“ wieder in den Sinn – die Situation des jungen Jesus, der gegen seinen Willen zum Mörder geworden war. Wie dieser vor die vermeintlich unlösbare Aufgabe gestellt wurde, den toten Judas zurück ins Leben zu bringen, so ist von Johnny nun gefordert, die tote Schwester wieder „lebendig“ zu machen.

### Kapitel 19–20
Das Ziel der Fahrt durch die Nacht, ein verlassenes Predigerzelt am Fuß einer Sterndüne im Panamint Valley, wird erreicht. Hallie und Johnny begeben sich in die Mitte des Zelts; dort enthüllt die „Begleiterin“ das Mysterium des Lebendigmachens, indem sie die Geschichte von der „Löwengrube“ zu Ende erzählt und die Ereignisse, die sich nach Judas‘ Tod in der Grube zutrugen, vergegenwärtigt.
Während drei Stunden Finsternis habe Jesus sich in die Vielfalt menschlicher Ängste und Begierden, in Verzweiflung, Hass und Mord versenkt, diese mentalen Zustände inwendig zu durchleben. Daraufhin habe er den Leib des Judas in sieben Teile zerlegt und „gegessen“; das Blut habe er in einem Kelch gesammelt und „getrunken“ (JS 155). Das Zerteilen und Integrieren des Anderen ins Eigene habe eine Einigung bewirkt. Nach Hallies Lehre muss die Not, die geheilt und die Sünde, die vergeben werden soll, vom Heiler zuinnerst durchlitten werden. Jesus selbst sei trostbedürftig gewesen, habe jedoch einsam am Kreuz sterben müssen. Es sei diese Erfahrung totaler Ohnmacht gewesen, die ihn letztlich befähigte, erlösend wirken zu können.
Hallie gibt sich nun als Johnnys Seele zu erkennen und fordert von ihm, sich mit ihr zu vereinen. Nach dem Vorbild Jesu in der Löwengrube soll er ein Abendmahl mit ihr begehen: sie siebenmalig zerbrechen und aus ihrem Herz trinken und essen. Der Riss im Zeltdach und der auf Johnny herabströmende Regen zeigen das Ende der inneren Kommunion an und verweisen im Bild der Taufe auf einen Neubeginn. Johnny begibt sich nach Blade, Hallies Auftrag zu erfüllen.

### Kapitel 21
Das letzte Kapitel schließt wie in einem Kreis an den Romananfang, der Heimkehr an Blade, an. Einen Tag nach seiner freiwilligen Verhaftung, am 22. Dezember 1992, wird Johnny Shines entlassen. Für den Mord an Hallie Doniphon im Predigerzelt des Panamint Valley hat man keine Hinweise gefunden, auch sei eine Person dieses Namens unbekannt. Johnnys Plaidjacke, die in einer Zeltruine im Panamint Valley entdeckt wurde, indiziert allerdings die faktische Anwesenheit des Verdächtigen an jenem Ort.
Zuletzt schildert die anonyme, aus der zeitlichen Überschau berichtende Erzählstimme des Eingangskapitels Johnnys Auszug aus Blade. Sein Weg aus dem Dorf führt über den Friedhof, wo er einem Begräbnis beiwohnt, ohne sich in die Zeremonie einzumischen. Sieben Jahre später, am Tag der Jahrtausendwende, sei es zu einer Serie von Erdbeben gekommen. Auf dem Friedhof zu Blade sei der Sarg der Schwester aufgebracht worden. Er habe sich, abgesehen von einem Bündel Geldscheine und Silberbesteck, als leer erwiesen.

## Bauform und Struktur

### Erzählform
Johnny Shines ist ein Dialogroman in 21 Kapiteln, der als Rahmenerzählung konzipiert ist. Der einleitende Rahmen (Kap 1-2) konstituiert den Schauplatz, das fiktive Wüstennest Blade, und führt den Helden ein, der sein Heimatdorf wie einen Filmset betritt. Der ausleitende Rahmen (Kap. 21) schildert den Auszug aus Blade, den Wiedereintritt Johnnys in die Welt und rückt seine im Mittelteil entfaltete Geschichte ins mythische Licht der Legende.
Der Mittelteil (Kap. 3–20) ist als Dialog mit einer weiblichen Stimme gestaltet, die im Schlaf auf Johnny zutritt, das Gespräch mit ihm zu eröffnen. Dieser fast den gesamten Roman einnehmende Hauptteil ist als Nachtgespräch in der Zelle der kleinen Polizeistation zu Blade angelegt; im 9. Kapitel eröffnet sich eine zweite, tiefer in die Vergangenheit reichende Erzählschicht: Johnnys nächtliche Autofahrt mit Hallie Doniphan durch das Death Valley. Die Binnengeschichte stellt eine Rückblende dar, insofern Ereignisse der Vergangenheit vergegenwärtigt werden – zunächst die Geschehnisse des Vortages in Shinbone (Kap. 3–8), danach (während der Autofahrt mit Hallie) die zentralen Kindheitsereignisse, die Johnny zu seinem Dasein als Totenerwecker bestimmten. Die Grenzen zwischen der Erzählgegenwart in der Zelle und der Autofahrt des Vortags fließen ineinander, sodass auch die Rollen der weiblichen Dialogpartnerinnen in eins fallen.

### Erzählperspektive
Als übergeordnete Erzählinstanz fungiert eine anonyme weibliche Stimme, die innere Stimme des Helden, die nach- und nebeneinander als seine Erinnerin, Begleiterin und schließlich als seine Seele in Erscheinung tritt. Insofern die Erzähler Teil der erzählten Welt sind, die sie einander im Dialog vergegenwärtigen, herrscht eine homodiegetische Erzählposition, wobei Johnny aufgrund seiner psychischen Disposition insbesondere zu Beginn der Handlung als unzuverlässiger Erzähler zu betrachten ist.
In den Rahmenteilen wechselt die Erzählperspektive von der dominant personalen Position einige Male in die Ich-Perspektive, wie auch die Fokalisierung vom distanzierten Beobachten in die direkte Beteiligung am Geschehen umschlagen kann. Diese Flexibilität setzt sich in der Erzählweise fort: Während im Hauptteil der szenisch dialogische Modus vorherrscht, sind die Rahmenteile durch einen berichtartigen Stil geprägt, der einen ebenso biblisch-legendenhaften Duktus wie sachlich-neutralen Berichtton annehmen kann.

### Zeitstruktur
Die Handlung wird achronologisch, nach dem Muster der klassischen Detektivgeschichte präsentiert. Am Anfang steht ein Rätsel: Der seltsame Auftritt des verstörten Helden, der eine fremde Frau als „Auferstandene“ adressiert und sich des Mordes an einer anderen Frau bezichtigt. Die Lösung des Falls erfolgt im Mittelteil – nicht durch die Spurensuche eines Detektivs, sondern – der Gattungsbezeichnung Seelenrede gemäß – im therapeutischen Dialog mit der weiblichen Stimme, die mit Johnny in die Tiefe der Erinnerung hinabsteigt, den Grund seiner Obsession zu erforschen. Nachdem die Vorgeschichte aufgedeckt ist, besteht die Lösung des „Falls“ in einem an das christliche Abendmahl angelehnten Ritual der Kommunion, welches die Ganzwerdung des Helden im Sinne der Auferstehung signalisiert. Mit dem Aufbruch Johnnys aus dem verlassenen Predigerzelt (Kap 20) mündet die Handlung in einem Bogen zurück in den Anfang, der Ankunft Johnnys in Blade (Kap 1). Die kreisschlüssige Komposition verleiht dem Roman neben anderen Figuren der Wiederholung und Variation sein mythentypisches Gepräge.

## Quellen

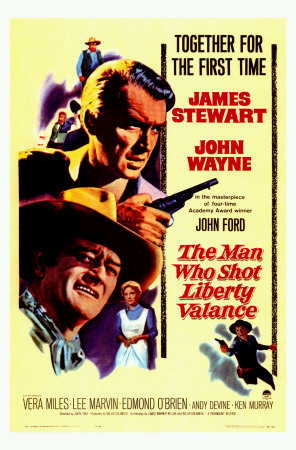
John Fords Spätwestern "The Man Who Shot Liberty Valance" diente als Vorlage für den Roman.

## Aspekte der Deutung
Die wissenschaftliche Kritik hat die vielfältigen Bezüge des Romans zum christlichen Mythos, zur Tiefenpsychologie und zum Film herausgearbeitet und die charakteristische Verschränkung von der konkreten Wirklichkeit des zeitgenössischen Alltags mit der symbolischen Welt des Unbewussten als Versöhnung von Mythos und Logos gedeutet.
Ausgehend von der Gattungsbezeichnung Seelenrede liest Michaela Kopp-Marx den Roman als Vergegenwärtigung eines innerseelischen Prozesses, als Dialog zwischen dem Ich des Protagonisten und seinem Unbewussten in Gestalt einer weiblichen Stimme. Der Roman stellt demnach eine Rede von der Seele dar, eine Rede über die Seele und eine Rede der Seele. Die Seele fungiert dreifach: als Erzählinstanz, als Gegenstand des Erzählens und als erzählte Figur. Parallel zu Carl Jungs Konzeption der Anima als weibliches Seelenbild im Mann hat sie die Aufgabe einer Vermittlerin zwischen dem Ich und dem Unbewussten. In der äußeren Wirklichkeit tritt sie in verschiedenen Rollen in Erscheinung: als Reporterin, die an der Story Johnnys interessiert ist, als Hallie Doniphan, die ihn dazu bringt, sich zu erinnern und schließlich als Mystagogin, die ihn anleitet, das mit dem Tod der Schwester abgespaltene weibliche Seelenbild zu reintegrieren, die „Seelenfrau“ wieder „lebendig zu machen“: „Johnny Shines ist die Geschichte einer Individuation, die als Detektivgeschichte einsetzt, um unmerklich ins Fahrwasser einer mythischen Nachtmeerfahrt zu gleiten. Corpus Delicti ist die Seele, die Johnny mit dem Tod der Schwester abhandenkam, nach der er unwissend auf der Suche ist, die er mit Hallies Hilfe wiederfindet und sich in einem inneren Abendmahl anverwandelt.“
Michael Braun versteht den Roman als Erinnerungsrede, insofern das Ereignis der Tötung der Schwester im wieder-holenden Erinnern nachvollzogen wird und darin die Erlösung vom Zwang der konkreten Totenerweckung herbeiführt. Die Erinnerungsräume aus den Bereichen Bibel, Tiefenpsychologie und Film blendet der Roman programmatisch übereinander und schafft darin eine neuartige „polymythische Struktur“, die den in der Moderne disqualifizierten Mythos als „ästhetische Erfahrung“ wieder lesbar werden lässt. „Roth liest die biblischen (und apokryphen) Auferstehungsgeschichten nicht als heilige Texte, an denen man kein Jota mehr ändern darf, sondern als Mythen, deren narrativer Kern vielfach variiert werden kann. […] Das Gespräch, das Johnny als sokratisch-mäeutisches Selbstgespräch, als phantasierende Seelenrede, als intermedialen Diskurs mit Film und Bibel führt, erzählt – nicht erklärt – den Mythos der Auferstehung auf neuartige Weise.“
Für Gerhard Kaiser bildet der Roman aufgrund der Geschichte von der „Löwengrube“ das eigentliche Zentrum der Christus Trilogie. Die apokryphe Christuslegende löse maßgebliche Glaubensbestände des Christentums aus ihren Zusammenhängen und konstelliert sie in frappierender Weise neu. Provokant sei die Lehre der „Löwengrube“, insofern Jesus selbst in den Schuldzusammenhang eintritt, um als Messias retten zu können.
Die Ereignisse in der Löwengrube werden tiefenpsychologisch als symbolische Darstellung eines „Seelenkampfes“ gedeutet, der in Jesus stellvertretend für das Individuum stattfindet. Für die Einung mit einem abgelehnten Seeleninhalt, verkörpert in Judas, sei die Kommunion ein naheliegender Topos. Trotz der „tiefenpsychologischen Umdeutung“ christlicher Traditionen dürfe der Roman nicht als Bebilderung psychologischer Prozesse missverstanden werden – dagegen spreche die extrem hohe intertextuelle Verweisungsdichte, die kunstvolle Komposition und der hohe Grad an Relativität des Erzählten: „Roths Geschichte zeigt sich so zuletzt perspektiviert durch eine durchgehende poetologische Selbstreflexivität, die sich als Schwelle vor eine zu direkt religiöse oder tiefenpsychologische Lesung legt.“

## Rezeption
Die Feuilletonkritik der frühen 90er Jahre reagierte gespalten. Neben Unverständnis und Ratlosigkeit stehen Lob und Bewunderung, wobei sich die Rezensenten hinsichtlich des Respekts für das erzählerische Wagnis der zweiten Prosaveröffentlichung eines noch jungen Autors einig sind.
Ein Hürde stellt für viele Kritiker der archaisierende, bibelnahe Sprachduktus dar, der trotz Kurzstil und umgangssprachlichen Wendungen als „aufgesteilt“, „ästhetizistisch“ und „pathetisch“ empfunden wurde. Johnny Shines sei ein „komplexes, eminent filmisches Geflecht von Schnitten, Rückblenden und Traumsequenzen“ in einem freilich „manchmal unerträglich hohen Ton“; die „störrische Wortgewalt“ sei in der zeitgenössischen Literatur selten geworden: „Uns ist ein Autor geboren, der ohne den Absturz in die Lächerlichkeit zu scheuen, bis an die Grenzen von Vernunft und Sprache geht. Wie durch ein Wunder gelingt hier eine Transsubstantiation, die aus abgestandenem Weihwasser hin und wieder berauschenden Meßweinkeltert.“
Die unalltägliche Rede und das ungewöhnliche Sujet provozieren Ironie und die Neigung zur Parodie. „Kein Zweifel, Patrick Roth ist ein mit allen Weihwassern postbiblischer Erzählkunst gewaschener Erzähler.“ Zustimmende Rezensionen sprechen dem Roman eine „faszinierende Schönheit und Originalität“ zu und loben die „Rätselstruktur“ der Handlung, die zwar die Mitarbeit des Lesers fordere, ihn aber mit der Möglichkeit belohne, „ein Stück weit zu sich selbst zu finden“.
Anschaulich formuliert die typische Mischung aus Befremden und Faszination Sigrid Löffler: „Man sagt es widerstrebend: Was dieser Autor erzählt, in einer biblisch beseelten, mal manieriert verkanteten und verstiegenen, mal ent- und verrückten Begeisterungsprosa, ist nichts anderes als das Mysterium des Sakraments der Wandlung. Und dieses befremdliche Unterfangen wird bewerkstelligt in einer höchst komplexen, hoch bewußten Darbietungsform, die sich des platonischen Dialogs ebenso bedient wie des psychoanalytischen therapeutischen Gesprächs, der das Genre der biblischen Legende wie neu zu Gebote stellt und die auch dem Seelen-Thriller frische Suspense-Reize abgewinnen kann. In der deutschsprachigen Literatur von heute hat Patrick Roth nicht seinesgleichen.“

## Ausgaben
- Patrick Roth: Johnny Shines oder Die Wiedererweckung der Toten. Seelenrede. Suhrkamp, Frankfurt am Main. 1993, ISBN 3-518-40552-7 (Gebundene Ausgabe).
- Patrick Roth: Johnny Shines oder Die Wiedererweckung der Toten. Seelenrede. Suhrkamp, Frankfurt am Main. 1997, ISBN 3-518-39283-2 (Taschenbuch).
- Patrick Roth: Die Christus Trilogie. Riverside. Johnny Shines oder Die Wiedererweckung der Toten. Corpus Christi. Drei Romane und eine CD: Patrick Roth, Die L.A. Lesung. Suhrkamp, Frankfurt am Main. 1998, ISBN 3-518-06546-7 (Gebunden in Kassette).
- Patrick Roth: Resurrection. Die Christus-Trilogie. 3 Romane in Kassette mit Hörkassette Die L.A.Lesung. Suhrkamp, Frankfurt am Main. 2003, ISBN 3-518-39957-8 (Taschenbuch-Ausgabe).
- Patrick Roth: Die Christus Trilogie. Riverside. Johnny Shines oder Die Wiedererweckung der Toten. Corpus Christi. Kommentierte Neuausgabe in einem Band. Kommentiert von Michaela Kopp-Marx. Wallstein, Göttingen 2017, ISBN 978-3-8353-3065-8.